# 丹尼尔·科林德雷斯
丹尼尔·科林德雷斯（西班牙語：Daniel Colindres，1985年1月10日—），哥斯达黎加男子足球运动员，司职前锋。他曾代表哥斯达黎加国家队参加2018年国际足联世界杯，结果队伍止步小组赛阶段。